# Stefano Agostini (kardynał)
Stefano Agostini (ur. w 1614 w Forlì, zm. 21 marca 1683 w Rzymie) – włoski kardynał.

## Życiorys
Urodził się w 1614 roku w Forli, jako syn Bonamentego Agostiniego i Lucrezii Ginevry Paolucci. Studiował na Uniwersytecie Bolońskim, gdzie uzyskał doktorat utroque iure. Po przyjeździe do Rzymu, został osobistym szambelanem i prywatnym jałmużnikiem papieskim, a także kanonikiem kapituły bazyliki watykańskiej. Następnie przyjął święcenia diakonatu i został referendarzem Najwyższego Trybunału Sygnatury Apostolskiej i prałatem Jego Świątobliwości. 3 grudnia 1669 roku został wybrany tytularnym arcybiskupem Heraklei, a 14 czerwca 1671 roku przyjął sakrę. W 1676 roku został datariuszem apostolskim (od chwili promocji kardynalskiej jako kardynał prodatariusz). 1 września 1681 roku został kreowany kardynałem prezbiterem i otrzymał kościół tytularny San Giovanni a Porta Latina. Zmarł 21 marca 1683 roku w Rzymie.